# Netgear NSDP
NSDP (англ. Netgear Switch Discovery Protocol — протокол обнаружения коммутаторов компании Netgear) — протокол, созданный компанией Netgear для управления некоторыми семействами сетевого оборудования.

## Формат сообщений

### Общий заголовок сообщения
| Смещение   | Длина | Значение |
| ---------- | ----- | --- |
| 0x0000     | 1     | Версия протокола — всегда 0x01 |
| 0x0001     | 1     | Код операции: может принимать значение 0x01 — чтение, 0x02 — ответ на операцию чтения, 0x03 — запись, 0x04 — ответ на операцию записи                      |
| 0x0002     | 2     | Результат операции |
| 0x0004     | 4     | Неизвестно |
| 0x0008     | 6     | MAC-адрес отправителя |
| 0x000e     | 6     | MAC-адрес получателя (значение 00:00:00:00:00:00 трактуется как широковещательный адрес, запрос будет обработан всеми устройствами, получившими сообщение) |
| 0x0014     | 2     | Не известно |
| 0x0016     | 2     | Порядковый номер сообщения (значение поля должно расти с каждым отправленным пакетом)                                                                      |
| 0x0018     | 4     | Сигнатура протокола NSDP |
| 0x001С     | 4     | Не известно |
| 0x0020     | N     | Тело сообщения, состоит из последовательности записей в формате TLV                                                                                        |
| 0x0020 + N | 4     | Маркер конца сообщения 0x0000FFFF |

### Формат записей в теле сообщения
Записи в теле сообщения имеют формат TLV (тип — длина — значение). Тип может принимать одно из значений указанных в таблице(список неполный):
| Тип    | Значение                                                                                   |
| ------ | ------------------------------------------------------------------------------------------ |
| 0x0001 | Модель оборудования                                                                        |
| 0x0003 | Название (задается вручную при настройке оборудования)                                     |
| 0x0004 | MAC-адрес устройства                                                                       |
| 0x0006 | IP-адрес устройства (поддерживается не всеми устройствами)                                 |
| 0x0007 | Маска IP-сети устройства (поддерживается не всеми устройствами)                            |
| 0x0008 | IP-адрес маршрутизатора в сети устройства (поддерживается не всеми устройствами)           |
| 0x000a | пароль администратора (в версия ПО 01.02.02 и выше пароль передается в зашифрованном виде) |
| 0x000d | версия ПО устройства (поддерживается не всеми устройствами)                                |

## Примеры работы протокола
Обнаружение устройств в сети (получение MAC-адреса и модели устройства):

Узел MAC=XX:XX:XX:XX:XX:XX c порта UDP 63321 или 63323 посылает пакет
на широковещательный IP-адрес 255.255.255.255 порт UDP 63322 или 63324
Заголовок @0x00000000 0x01 0x01 0x000000000000 0xXXXXXXXXXXXX 0x000000000000 0x0000 0x0001 0x4E534450 0x00000000
Тело @0x00000020 0x0001 0x0000 0x0004 0x0000
Маркер @0x00000028 0x0000FFFF

Каждое устройство отвечают ему сообщением вида:

Заголовок @0x00000000 0x01 0x02 0x000000000000 0xXXXXXXXXXXXX 0xYYYYYYYYYYYY 0x0000 0x0001 0x4E534450 0x00000000
Тело @0x00000020 0x0001 0x0028 0x47 0x53 0x31 0x30 0x35 0x45 0x20*0x22 0x0004 0x0006 0xYYYYYYYYYYYY
Маркер @0x00000058 0x0000FFFF

## Поддержка протокола устройствами
- GS105E ProsafePlus
- GS108E ProsafePlus
- FS116E (не поддерживает TLV, связанные с IP, а также версию ПО устройства)
- FS726TP (для обмена сообщениями использует UDP порты 633323 и 63324)

## Обновление ПО устройств
Обновление ПО устройств осуществляется по протоколу TFTP, но для запуска TFTP-сервера на устройстве ему необходимо отправить команду по протоколу NSDP